# 劉劭希
劉劭希（大埔腔客拼：Liuˇ Shauˋ Hi+，1964年10月25日—），臺灣著名的音樂創作人、音樂製作人、客語歌手，臺灣臺中東勢人。其製作客家語言音樂，代表作品有《嘻哈客》（2001年）、《野放客》（2002年）、《八方來客》（2003年）。一共獲得金曲獎9項提名，獲得最佳專輯製作人、最佳客語演唱人獎項。與其他客語創作者不同的是他使用的是大埔腔客語。

## 生平

### 早年生活
劉劭希祖籍廣東省饒平縣，家族於清代遷至臺灣中部的東勢角，並由原來的饒平客語轉為大埔客語。劉母是音樂教師，但劉劭希小時候未完成鋼琴課程，直到北上求學時，發現音樂可以紓解自己病症的不適，遂放棄快要完成的學業，全心投入音樂，成為臺灣學習樂器數位介面、研究電子合成器的先驅。1988年退伍，開始職業音樂生涯。
1990年代劉劭希開始創作客語音樂，1992年完成了客語歌〈當久以前〉、〈三藩市的咖啡屋〉及〈姣細妹〉，但客語流行曲的市場不被看好，沒有唱片公司願意製作客家音樂。1996年遠赴北京製作搖滾歌手鄭鈞的第二張專輯，獲得好評，此後陸續應邀製作許多中國大陸歌手的主打歌。

### 客家新音樂運動
劉劭希遲遲未能發片的客語流行專輯的構想，在1996年顏志文率先發行客語專輯之後，重新燃起了發片的希望。2001年劉劭希與謝宇威及友人組成了聲世紀音樂網路公司，發行首張客家嘻哈舞曲專輯《嬉哈客》，入圍該年金曲獎最佳方言男演唱人。
聲世紀後來轉為手機鈴聲公司，劉劭希遂於2002年自行成立傳響樂坊工作室，此後便以自產自銷的方式，開啟了華語唱片獨立製作的先聲。2002出版了第二張客家舞曲專輯《野放客》，並獲得金曲獎最佳客語演唱人、最佳專輯製作人獎項，被認為是當年金曲獎的最大贏家。
2003年劉劭希獲得金曲獎的肯定，許多音樂製作人受到劉劭希於金曲獎頒獎典禮中所講的一席話——「如果你是客家人，就應該跳下來作自己的客家音樂……」的影響，紛紛投入客語流行音樂的工作。
此後劉劭希監製的客語音樂專輯：2005年的《果果台客》、《掌中印》，2006年的《雪狼人》以及2008年的《唬客船長》，皆獲得金曲獎提名，果果台客並獲得金曲獎最佳客語演唱人獎。
在投身客家新音樂運動數年之後，劉劭希認為目前臺灣的中壯年客家人將成為最後一代能夠流利使用客家話的「末代客」，遂於《大墩文化》發表「請給客家音樂人公平的舞台吧！」一文，並以一曲〈末代客的最後一場戲〉傳達客家語言逐漸消亡的無奈。
2007年至2008年，劉劭希製作並主持客家電視臺的流行音樂節目「哈客音樂瘋」。

## 音樂作品列表
- 筠子《春分、立秋、冬至》 。1997年，參予製作
- 鄭鈞《第三隻眼》1997年
- 單紫寧《替代》2000年，參予編曲
- 劉劭希《嘻哈客》2001年
- 劉劭希《野放客》2002年
- 劉劭希《八方來客》2003年
- 劉劭希《21世紀併發症候群》2004年
- 演奏《無知者的理想》2004年
- 劉劭希《果果台客》2005年
- 蕭寶鐶《掌中印》2005年
- 游兆棋《雪狼人》2006年
- 劉劭希《唬客船長》2008年
- 演奏《穿梭時空六千里》2009年

### 腳註
1. ↑  . Yahoo News. 2018-10-28  [2023-10-20]. （原始内容存档于2023-11-04） （中文（臺灣））.
2. ↑  . 影視及流行音樂產業局. 2023-05-24  [2023-10-20]. （原始内容存档于2023-11-05） （中文（臺灣））.
3. ↑  田瑜萍，第14屆金曲獎 國語歌王陳奕迅 香港脫褲Thanks 國語歌后莫文蔚  台語歌后江蕙４連莊成功 客語歌王 劉劭希10年熬出頭，中國時報，2003-08-03
4. ↑  李雨珍，全球化時代下本土音樂的在地與趨同-以客家流行音樂創作者「劉劭希」作品為例〉，《第六屆客家研究研究生學術論文研討會》，桃園：國立中央大學客家學院，2006年
5. ↑  人間福報. . 人間福報.   [2023-10-20]. （原始内容存档于2023-11-04） （中文（臺灣））.
6. ↑  . www.hitoradio.com.   [2023-10-20]. （原始内容存档于2023-11-04）.
7. ↑  客委會全球資訊網. . 客委會全球資訊網. 2017  [2023-10-20]. （原始内容存档于2023-11-04） –客委會全球資訊網.
8. ↑  . sheethub.com.   [2023-10-20]. （原始内容存档于2023-11-04）.
9. ↑  . sunrise-records.com.tw.   [2023-10-20]. （原始内容存档于2023-11-04）.
10. ↑  . www.hakkaonline.com.   [2023-10-20]. （原始内容存档于2023-11-04）.
11. ↑  . 大紀元 www.epochtimes.com. 2009-06-28  [2023-10-20]. （原始内容存档于2023-11-05） （中文（繁體））.
12. 1 2  吳翠松, 吳岱穎.  (PDF). 國立聯合大學客家語言與傳播研究. 2012  [2023-10-20]. （原始内容存档 (PDF)于2023-11-04） –國立聯合大學客家語言與傳播研究.
13. ↑  . ePrice 比價王.   [2023-10-20]. （原始内容存档于2023-11-04） （中文（臺灣））.
14. ↑  鍍金慶功宴3 雙響砲劉劭希 耕耘二十年，自由時報，2003-08-04
15. ↑  TTV. . 金曲32.   [2023-10-20]. （原始内容存档于2023-05-27） （中文（臺灣））.
16. ↑  . 影視及流行音樂產業局. 2023-05-24  [2023-10-20] （中文（臺灣））.
17. ↑  台北訊，劉劭希努力讓客家音樂邁向主流，中國時報，2003-08-26
18. ↑  TTV. . 金曲31.   [2023-10-20]. （原始内容存档于2020-09-04） （中文（臺灣））.
19. ↑  客委會全球資訊網. . 客委會全球資訊網. 2006.
20. ↑  大墩文化第41期，夢醒 方知身是客
21. ↑  . Rti 中央廣播電臺.   [2023-10-20]. （原始内容存档于2023-11-04） （中文（臺灣））.
22. ↑  . 大紀元 www.epochtimes.com. 2009-11-19  [2023-10-20]. （原始内容存档于2014-11-29） （中文（繁體））.
23. ↑  . Yahoo News. 2023-04-29  [2023-10-20]. （原始内容存档于2023-05-12） （中文（臺灣））.
24. ↑  . www.hakkaonline.com.   [2023-10-20].

### 文獻
- 客家風情論壇 音樂人劉劭希音樂專題，[永久]

## 外部連結
- 劉劭希的音樂&塗鴉 （页面存档备份，存于）
- 劉劭希 facebook